# バンバ・ディエン
シェイク・アマドゥ・バンバ・ムバケ・ディエン（Cheikh Ahmadou Bamba Mbacke Dieng、2000年3月23日 - ）は、セネガル・ピキン出身のサッカー選手。リーグ・アン・ロリアン所属。セネガル代表ポジションはFW。

## 経歴

### クラブ
セネガル・プレミアリーグのディアンバースFCでプロキャリアをスタート。
2020年10月5日、フランス・リーグ・アンのマルセイユに移籍。2021年2月10日、クープ・ドゥ・フランスの オセール戦で加入後初出場。この試合の92分には加入後初ゴールも決め、2-0の勝利に貢献した。
2023年1月27日、ロリアンに2年半契約で移籍した。

### 代表
2021年10月9日、2022 FIFAワールドカップ・アフリカ2次予選のナミビア代表戦でセネガル代表デビュー。
アフリカネイションズカップ2021ではカーボベルデ代表戦で代表初ゴールを決めたほか、PK戦までもつれた決勝のエジプト代表戦では4番目のキッカーとしてPKを成功させ、セネガル代表の大会初優勝に大きく貢献した。

## 代表歴

### 出場大会
- セネガル代表
  - 2022 FIFAワールドカップ

### 試合数
- 国際Aマッチ 18試合 2得点（2021年-）[7]

| セネガル代表 | 国際Aマッチ | 国際Aマッチ |
| 年           | 出場        | 得点        |
| ------------ | ----------- | ----------- |
| 2021         | 4           | 0           |
| 2022         | 13          | 2           |
| 2023         | 1           | 0           |
| 2024         |             |             |
| 通算         | 18          | 2           |

### 得点
2023年12月27日現在
| No. | 開催日         | 会場       | 対戦国       | 得点 | 結果 | 大会                           |
| --- | -------------- | ---------- | ------------ | ---- | ---- | ------------------------------ |
| 1   | 2022年1月25日  | バフーサム | カーボベルデ | 2-0  | 2-0  | アフリカネイションズカップ2021 |
| 2   | 2022年11月25日 | ドーハ     | カタール     | 3-1  | 3-1  | 2022 FIFAワールドカップ        |

## タイトル

### 代表
セネガル
- アフリカネイションズカップ: 2021[9]